# Provinziallandtag der Provinz Posen
Der Provinziallandtag der Provinz Posen (bis 1848: Provinziallandtag des Großherzogtums Posen) war der preußische Provinziallandtag für die Provinz Posen.

## Geschichte

### Entstehung
Preußen hatte sich in § 13 der Deutschen Bundesakte verpflichtet, eine landständige Verfassung zu erlassen. Es wurde jedoch kein allgemeiner Landtag eingesetzt, sondern es wurden auf Provinzebene Provinziallandtage geschaffen. Rechtsgrundlage war das Allgemeine Gesetz wegen Anordnung der Provinzialstände vom 5. Juni 1823. Für die Provinz Preußen erfolgte dies durch das Gesetz wegen Anordnung der Provinzialstände für das Großherzogthum Posen vom 27. März 1824. Der so geschaffene Provinziallandtag bestand aus drei Ständen: der Ritterschaft, den Städten und den bäuerlichen Grundbesitzern.
Im ersten Stand, hatte der Fürst von Thurn und Taxis eine Virilstimme wegen des Fürstentums Krotoszyn. Eine zweite Virilstimme stand dem Fürsten Sułkowski als Besitzer des Familien-Majorats Reisen zu. Hinzu kamen 22 Vertreter der Ritterschaft, so dass der erste Stand 24 Mandate innehatte. Die Städte stellen 16, die bäuerlichen Grundbesitzer 8 Abgeordnete. Mit Verordnung vom 15. Dezember 1830 kam eine dritte Virilstimme für Graf Athanasius von Raczynski hinzu.
Voraussetzung für die Wählbarkeit war in allen drei Kurien Grundbesitz, der zehn Jahre lang ununterbrochen im Besitz gewesen sein musste, die Mitgliedschaft in einer der christlichen Kirchen, die Vollendung des dreißigsten Lebensjahres und der unbescholtene Ruf. Wahlberechtigt für die Wahl im ersten Stand waren die Besitzer landtagsfähiger Rittergüter. Die Wahlen im dritten Stand erfolgten indirekt: Die Urwähler wählen in Wahlbezirken Wahlmänner („Bezirkswähler“), diese wählten die Abgeordneten. Neben den Abgeordneten wurden Stellvertreter gewählt.
Der Provinziallandtag trat nur auf Anweisung des Königs zusammen. Ein Recht, selbst über die Einberufung zu entscheiden, bestand nicht. Er tagte turnusmäßig alle zwei Jahre. Der Vorsitzende des Provinziallandtags, der Landtags-Marschall, wurde vom König ernannt. Der Provinziallandtag beschloss grundsätzlich gemeinsam mit allen Abgeordneten. Bei Angelegenheiten, die nur einzelne Kurien betrafen, entschieden nur die Abgeordneten dieser Kurien.

### Der Gemeinsame Landtag und die Märzrevolution
Im Oktober 1842 wurde der Landtagsausschuss erstmals gemeinsam mit den ständischen Ausschüssen der anderen Provinzen zu einer „Versammlung der vereinigten ständischen Ausschüsse sämmtlicher Provinzen der Preußischen Monarchie“ berufen. Die Mitglieder des Provinziallandtags waren 1847 und 1848 Mitglieder des „Ersten bzw. Zweiten Vereinigten Landtags der Preußischen Monarchie“ nach der Verfassung vom 3. Februar 1847.
Nach der Märzrevolution wurde der Provinziallandtag durch die Kreis-, Bezirks- und Provinzialordnung vom 11. März 1850 aufgehoben. In der Reaktionsära erfolgte die Wiederherstellung vorläufig durch den Erlaß des königlich preußischen Ministeriums des Innern vom 28. Mai 1851, bestätigt durch den Allerhöchsten Erlaß vom 19. Juni 1852 und zuletzt durch das Gesetz über die Aufhebung der … Provinzial-Ordnung vom 11. März 1850 vom 24. Mai 1853

### Ende
Mit der Provinzialordnung für die Provinzen Preußen, Brandenburg, Pommern, Schlesien und Sachsen vom 29. Juni 1875 wurde Wahl und Aufgabe des Provinziallandtag der meisten Provinzen Preußen völlig neu geregelt. In der Provinz Posen blieb das alte System jedoch bestehen.
Nach dem  erfolgreichen polnischen Posener  Aufstand  und dem Versailler Vertrag gelangte der größte Teil der Provinz Posen 1919 an die wiedererrichtete Republik Polen. Nur ein kleiner westlicher und nördlicher Randstreifen kam zur neuen deutschen Provinz Grenzmark Posen-Westpreußen. Entsprechend endete die Arbeit des Provinziallandtags der Provinz Posen. Für die deutsch gebliebenen Teile wurde der Provinziallandtag der Grenzmark Posen-Westpreußen gebildet.